# PAI Partners
PAI Partners — французская частная инвестиционная компания, базирующаяся в Париже. Является одной из старейших фирм в секторе, которая берет своё начало в Paribas Affaires Industrielles, исторически главном инвестиционном подразделении Paribas, которое начало свою деятельность в 1872 году.
PAI управляет выделенными фондами выкупа в размере 25,4 млрд евро. С 1994 года компания PAI завершила 65 сделок LBO в 11 европейских странах на общую сумму более 48 миллиардов евро. PAI имеет 62 агента из 10 стран и команды в Париже, Лондоне, Люксембурге, Мадриде, Милане, Мюнхене, Стокгольме и Нью-Йорке.

## История
Компания PAI ранее была известна как Paribas Affaires Industrielles и исторически являлась основным инвестиционным подразделением Paribas. Фонд PAI LBO, основанный в 1998 году, стал первым инвестиционным механизмом PAI, управляющим капиталом третьих лиц. До 1998 года компания PAI инвестировала исключительно в баланс BNP Paribas.
В 2000 году банк Paribas объединился с Banque Nationale de Paris. Ранее в 1993 году Амори де Сез присоединился к Paribas Affaires Industrielles в качестве председателя и главного исполнительного директора. Под его руководством компания PAI разработала стратегию в области прямых инвестиций, которая основывалась на знакомстве команды с промышленными секторами.
В 1997 году компания Paribas Affaires Industrielles возглавила сделку по выкупу подразделения Danone по производству макаронных изделий и приправ за 610 миллионов евро, что стало крупнейшим финансируемым выкупом, когда-либо совершённым во Франции. В 1998 году фирма завершила сбор средств для своего первого стороннего инвестиционного фонда, собрав 650 миллионов евро обязательств для инвесторов. В 2000 году компания PAI полностью отделилась от BNP и в 2001 году привлекла новый фонд прямых инвестиций в размере 1,8 млрд евро.
В сентябре 2009 года Лионель Зинсу стал генеральным директором и председателем фирмы. В 2015 году Мишель Парис стал генеральным директором после того, как Лионель Зенсу ушёл в отставку, чтобы стать премьер-министром Бенина.
В марте 2015 года компания PAI привлекла свой пятый фонд LBO, PAI Europe VI, достигнув 3,3 млрд евро и превысив первоначальный целевой показатель в 3 млрд евро. В сентябре 2017 года компания PAI объявила о привлечении седьмого инвестиционного инструмента: PAI Europe VII. В марте 2018 года компания PAI закрыла свой фонд PAI Europe VII.

## Инвестиционные фонды
До 1998 года компания PAI инвестировала через портфель Paribas. Портфель Paribas был профинансирован непосредственно из баланса Paribas, в основном, без использования заёмных средств и состоял из 51 инвестиции, каждая из которых реализуется до настоящего времени. Отражая более широкую инвестиционную сферу деятельности, компания PAI включала в себя контрольные и неконтрольные инвестиции. С 1998 года компания PAI привлекла пять фондов прямых инвестиций.
| Название фонда    | Реализация | Полная самоотдача | Статус              |
| ----------------- | ---------- | ----------------- | ------------------- |
| PAI LBO Fund      | 1998       | €650 млн          | Ликвидирован        |
| PAI Europe III    | 2001       | €1.8 блн          | Ликвидирован        |
| PAI Europe IV     | 2005       | €2.7 блн          | Ликвидирован        |
| PAI Europe V      | 2008       | €2.7 блн          | Фаза выхода         |
| PAI Europe VI     | 2015       | €3.3 блн          | Фаза выхода         |
| PAI Mid-Market    | 2020       | €918 млн          | Инвестиционная фаза |
| PAI Europe VII    | 2018       | €5.1 блн          | Инвестиционная фаза |
| PAI Partners VIII | 2023       | €7.1 блн          | Инвестиционная фаза |